# Impasse Berthaud
Pour les articles homonymes, voir Berthaud.
L’impasse Berthaud est une voie du 3e arrondissement de Paris, située dans le quartier du Marais.

## Situation et accès

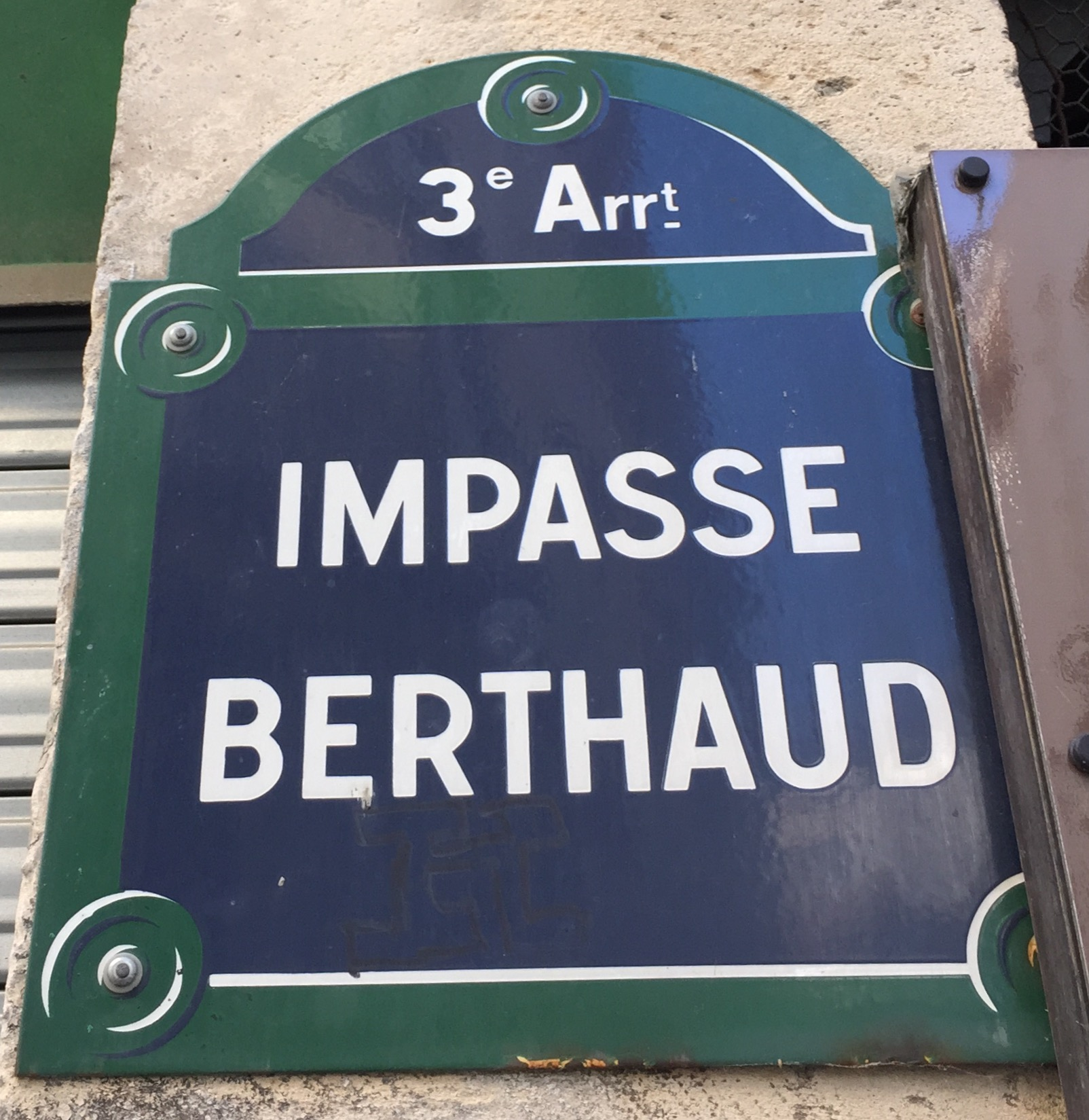
Plaque de rue de l’impasse Bertaud.

Cette impasse en forme de L prend naissance au 22 de la rue Beaubourg et part d'abord vers l'est, puis tourne vers le nord.
Ce site est desservi par la station de métro Rambuteau.

## Origine du nom
La voie tire son nom de Jean Bertaut, qui fit construire un jeu de paume à cet emplacement en 1577.

## Historique
L'impasse existait déjà en 1273. Elle a été dénommée « rue des Truyes » en 1386, et « rue Agnès aux Truyes » en 1342. Le retour d'équerre à l'extrémité de l'impasse Berthaud s'appelait « impasse de la Rue Geoffroy l'Angevin ».
En 1629, la comédie Mélite, de Corneille, y est créée au Jeu de paume par la par la troupe de Montdory.
À la fin du XVIIIe siècle, l'impasse donnait accès aux jardins de l'hôtel de Saint-Aignan, dont l'entrée est au 71, rue du Temple.

## Bâtiments remarquables et lieux de mémoire
- Au no 4, et jusqu'au ravalement de 2012, la présence d'un conduit transformait le nom de la voie, « cul de sac Berthaud «, gravé sous l'Ancien Régime à l'angle arrondi de l'immeuble, en « cul de Bertha[2] ».
- Au no 14 se trouve l'entrée du jardin Anne-Frank.

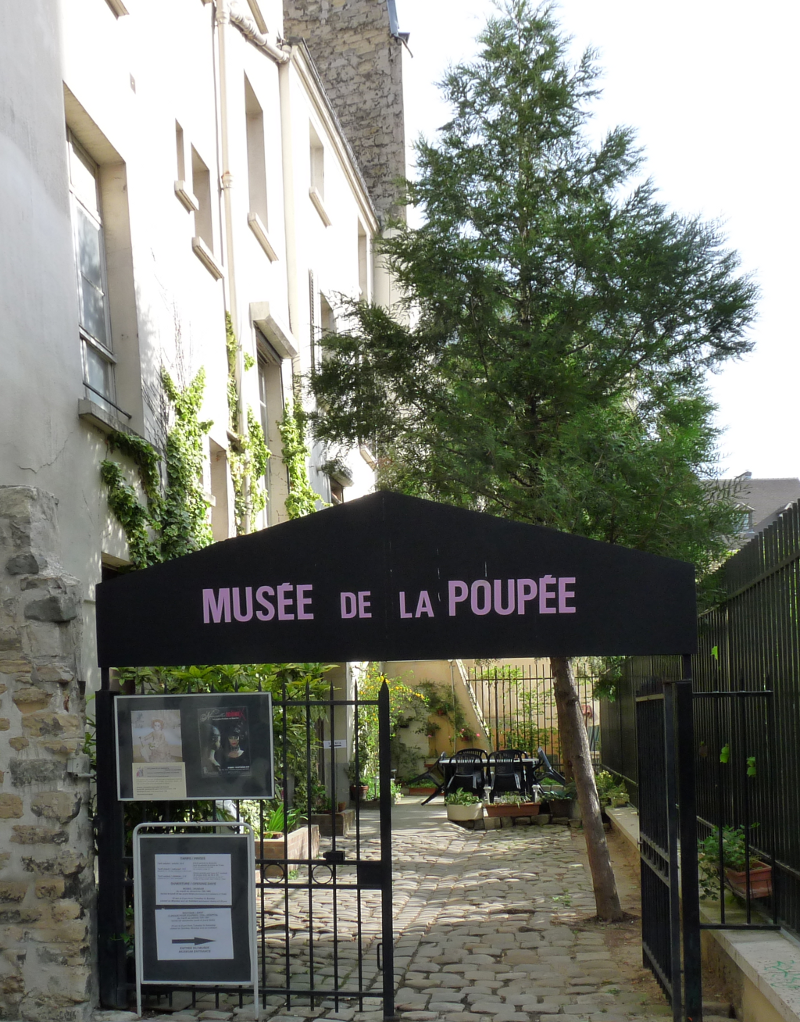
Musée de la Poupée.

- Au no 22, le musée de la Poupée.